# Hotel Carlton
L'Hotel Carlton è uno storico albergo di lusso situato sul lungomare della Croisette a Cannes. È considerato uno dei più celebri alberghi di lusso della Costa Azzurra.

## Storia
La costruzione dell'Hôtel Carlton risale al primo decennio del Novecento e la si deve a un imprenditore del settore alberghiero di origine svizzera, Henri Ruhl, già noto in Costa Azzurra e nel resto della Francia per possedere svariati alberghi, i cui primi furono a Nizza: l'Hôtel Ruhl sulla Promenade des Anglais e alcuni alberghi più piccoli nella zona collinare di Cimiez. In seguito Ruhl aprì svariati altri alberghi a Le Havre, a Dinard, a Vichy e a Cabourg. 
Nel 1908 Ruhl volle realizzare un progetto più ambizioso che consisteva nell'ampliare la propria offerta, realizzando nuovi alberghi di categoria superiore a Parigi, Biarritz e nella vicina Cannes, che offriva maggiori opportunità rispetto alla più grande e concorrenziale Nizza. Ruhl decise di nominare questi tre nuovi alberghi Carlton e li fece realizzare contemporaneamente tra il 1909 e il 1910. Per l'Hôtel Carlton di Cannes commissionò l'opera a due architetti locali, Charles Dalmas e Marcellin Mayère. La realizzazione dell'edificio avvenne tra il 1909 e il 1910 e la struttura con sviluppo angolare sorse addossata al più piccolo Hôtel de la Plage, che già occupava un terzo dell'isolato. L'anno successivo Ruhl acquisì anche la concessione per la gestione del Casino Municipal di Cannes.
Nel 1911 Ruhl decise di disfarsi dell'Hôtel Carlton di Cannes per concentrarsi sulla gestione di circa una ottantina di altri suoi alberghi e sale da gioco dislocati un po' in tutta la Francia, pertanto vendette l'edificio a Casimir Reynaud, già proprietario di alcuni stabilimenti balneari della Costa Azzurra. Egli acquistò anche il vecchio Hôtel de la Plage che sorgeva addossato alla sinistra del recente Carlton ma lo fece demolire per raddoppiare l'edificio dell'Hôtel Carlton, affidando il progetto dell'ampliamento agli stessi architetti Charles Dalmas e Marcellin Mayère.
Gli imponenti lavori di ampliamento dell'ala sinistra dell'edificio vennero completati nel 1913, da allora l'Hôtel Carlton acquisì l'attuale aspetto e venne gestito dalla famiglia Reynaud per oltre mezzo secolo. Durante la prima guerra mondiale l'albergo dovette sospendere l'attività ricettiva e l'edificio fu trasformato provvisoriamente in un ospedale militare, analogamente a quanto accadde all'Hôtel Negresco di Nizza e ad altre strutture alberghiere della Costa Azzurra.

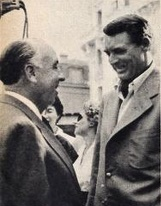
Alfred Hitchcock e Cary Grant durante le riprese di Caccia al ladro fuori dall'Hôtel Carlton

Dal 1946 l'Hôtel Carlton è indissolubilmente legato al mondo del cinema, grazie alla creazione del celebre Festival di Cannes.  Esso con il tempo è divenuto sede di eventi, serate di gala e ospita da allora i maggiori attori e registi del cinema mondiale. 
Nel 1952 il Carlton di Cannes ebbe una rilevanza di portata mondiale grazie all'ambientazione del celebre giallo cinematografico Caccia al ladro, diretto da Alfred Hitchcock e interpretato da Grace Kelly e Cary Grant, che però per l'occasione soggiornarono all'Hôtel Negresco di Nizza.
Divenuto una delle più indiscusse icone del lusso della Costa Azzurra, l'Hôtel Carlton fu anche sede di altre riprese cinematografiche per titoli come: La bonne année, Quatre étoiles, Anthony Zimmer, Le siffleur e per il videoclip musicale I'm Still Standing di Elton John nel 1982.
Nel 1984 l'Hôtel Carlton ricevette la nomina a monumento storico nazionale e nel 2001 il titolo di patrimonio del XX secolo.
Nel corso del 2007, a seguito della crisi economica mondiale, l'Hôtel Carlton è stato acquistato dal gruppo finanziario americano Morgan Stanley per 4,2 miliardi di Euro ma ha visto svalutare il suo valore immobiliare di un terzo a causa di alcuni lavori di manutenzione da effettuare, e per il mancato ampliamento che avrebbe dovuto dotare l'albergo di circa ottanta nuove camere, nonché di un centro benessere, un nuovo centro congressi e di una piscina interna.
Nel 2011 l'Hôtel Carlton è stato acquistato dalla Mansion Services Limited di proprietà del magnate libanese Toufik Aboukhater, che lo ha successivamente venduto nel 2014 al gruppo qatariota Katara Hospitality e lo gestisce tramite la società francese InterContinental Carlton Cannes.
Dal 2020 la società di gestione dell'Hôtel Carlton ha sospeso temporaneamente l'attività, vista anche la critica situazione epidemiologica scatenata dalla pandemia di Covid-19, per avviare un cantiere in collaborazione con il gruppo edìle Vinci, che prevede un complessivo rinnovo dei locali e l'ampliamento precedentemente ipotizzato, con l'aggiunta di un giardino interno e un nuovo terrazzo panoramico piantumato all'ultimo piano. 
La riapertura del rinnovato Hôtel Carlton è prevista per il 2023.

## Descrizione
L'Hôtel Carlton è uno dei simboli più riconoscibili di Cannes, nonché riferimento geografico lungo la Croisette sulla quale si affaccia. 

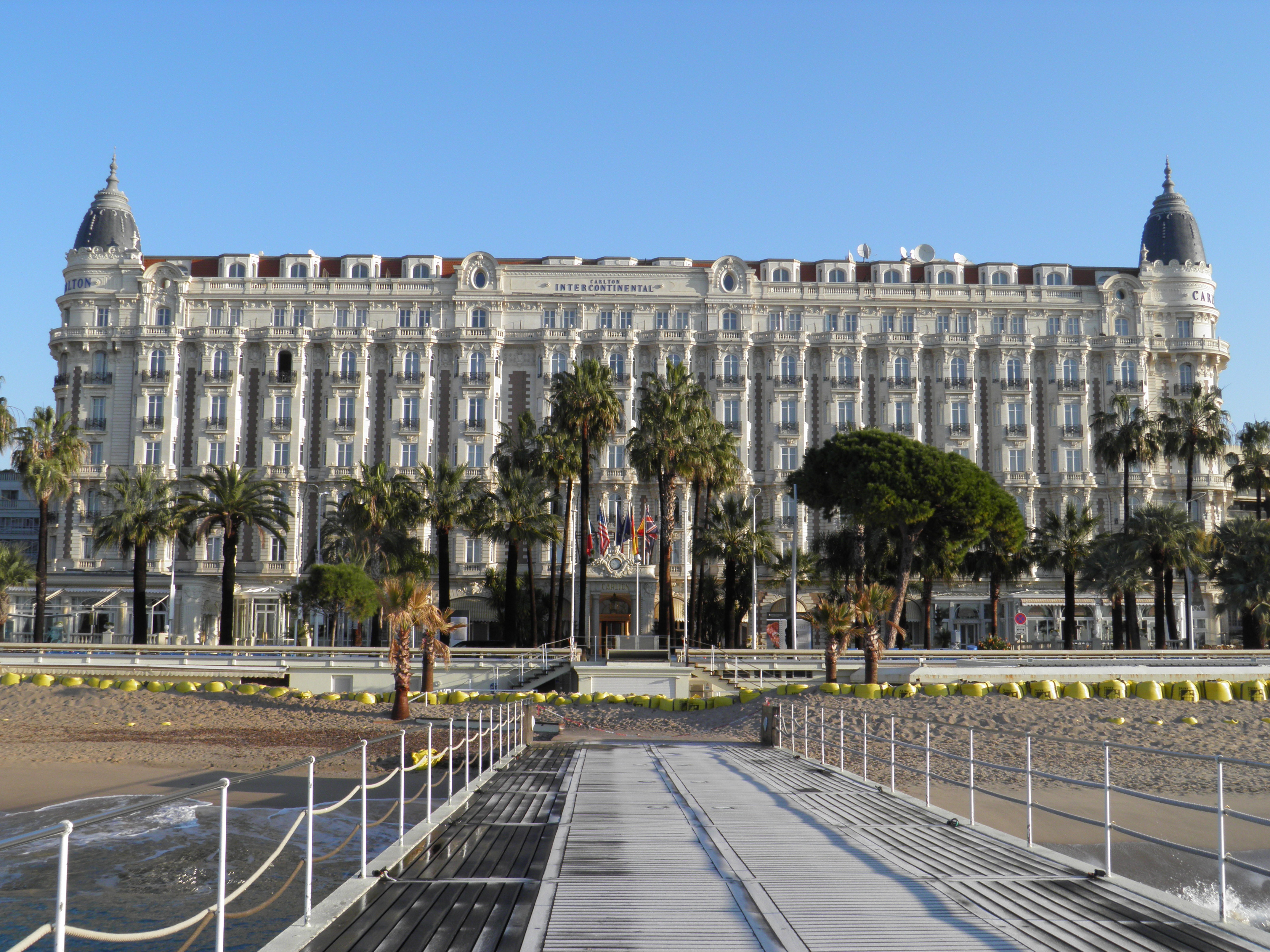
Una vista del prospetto principale dell'Hôtel Carlton dall'antistante spiaggia privata

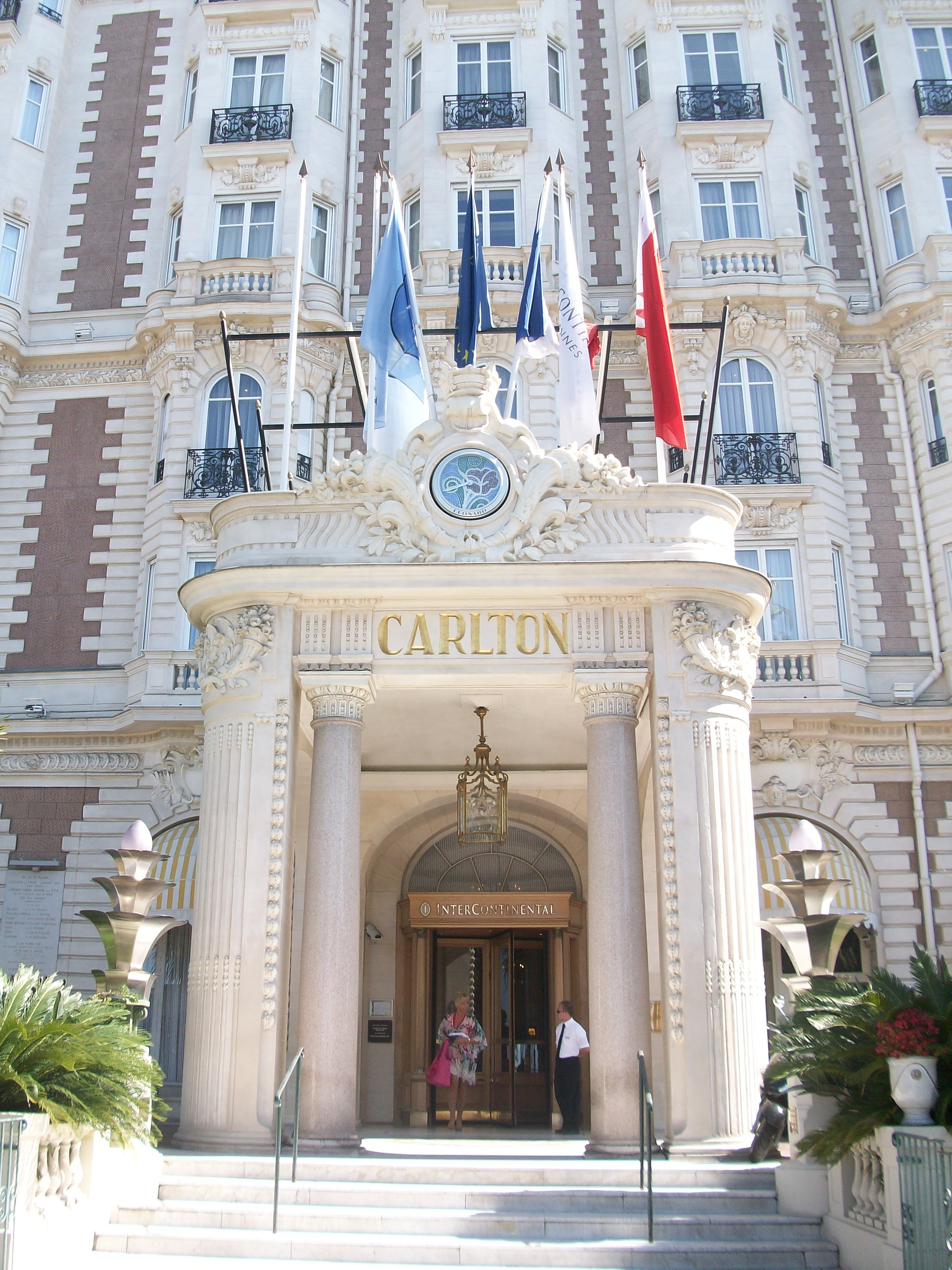
L'edicola dell'ingresso principale dell'Hôtel Carlton

### Esterno
L'edificio sorge al 58 di Boulevard de la Croisette e si staglia per otto piani fuori terra, occupando l'intero isolato compreso tra la prospiciente Croisette, la Rue François de Einesy e la Rue du Canada lateralmente. Caratterizzato dallo stile architettonico francese Beaux-Art, la struttura si sviluppa con una pianta a "C" e si distingue per un ricco apparato decorativo che alterna bugnato, mattone a vista, decorazioni e cornucopie in litocemento e stucco bianco. L'andamento dei prospetti appare piuttosto movimentato e scandito da bow-windows con balaustre in litocemento, tuttavia la facciata principale riporta una lieve asimmetria nella porzione centrale e nel numero di abbaini del piano mansardato, uniche tracce superstiti dell'ampliamento dell'ala sinistra dell'edificio operato nel 1911. 

Gli elementi più caratterizzanti dell'edificio sono indubbiamente le due cupole ogivali rivestite in maiolica scura che sormontano gli angoli arrotondati dell'edificio, anch'esse non perfettamente identiche, e su cui si ripete la scritta "CARLTON" dipinta in blu scuro alla loro base. Il tetto è mansardato e ben arretrato rispetto al perimetro, per ospitare una lunga terrazza panoramica. 
Secondo la leggenda, il modello per le cupole gemelle furono i seni «della favolosa Bella Otero (...) Era il 1912. La Bella Otero, giocatrice dannata nella luccicante Belle Epoque, circondata da amanti come lo zar Nicola e Edoardo VII, finì in miseria. "Perché si viene a Montecarlo se non per perdere?" scrisse nelle sue memorie». L'architetto di Cannes delle due cupole fu Charles Dalmas.
Il piano terreno si protende fino al limitare del marciapiede e ospita le terrazze del ristorante e del bar delimitate da una balaustra in litocemento. Al centro di quest'area antistante troneggia la monumentale edicola con pilastri in stucco chiaro e colonne in marmo che evidenzia l'ingresso principale, sormontato da una cimasa decorata in gusto neoclassico che incornicia il quadrante di un orologio sponsorizzato Rolex.

### Interno
Gli interni sono in fase di rinnovo ma preserveranno l'ampio foyer e il salone centrale delimitato da grandi colonne in stucco bianco e marmo. L'albergo dispone di 343 camere con servizi privati, di cui 39 suites e 7 suites panoramiche con metrature da 200 a 400 mq. La struttura dispone inoltre di una decina di saloni per conferenze ed eventi di gala, boutiques, un'agenzia di viaggi, una palestra, un centro benessere con sale per massaggi, due ristoranti, il Carlton Restaurant e il Carlton Beach Restaurant, oltre a due bar, di cui uno sulla spiaggia privata antistante, riconoscibile per le inconfondibili sdraio rivestite di stoffa a righe bianche e blu. 
I lavori di ristrutturazione partiti nel 2020 prevedono un rinnovo dei locali e un ampliamento che doterà la struttura di ottanta ulteriori camere, un nuovo centro benessere con spa e piscina interna, un giardino interno e uno panoramico alla terrazza dell'ultimo piano. La conclusione del cantiere e la riapertura dell'Hôtel Carlton sono previsti per la primavera del 2023.